# Martinskirche (Aspern)

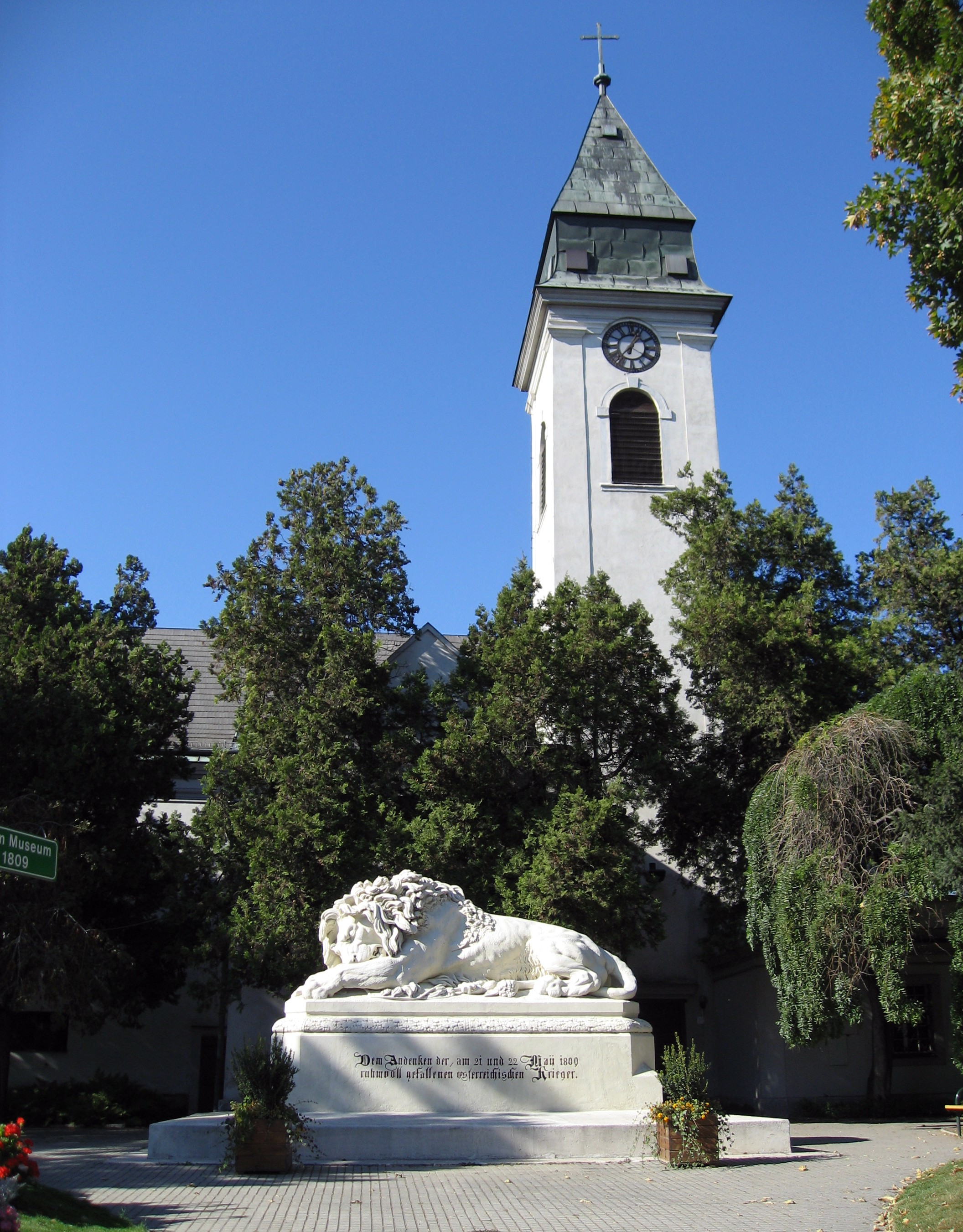
Kath. Pfarrkirche St. Martin in Wien-Aspern

Die römisch-katholische Pfarrkirche Aspern steht im 22. Wiener Gemeindebezirk Donaustadt im Stadtteil Aspern auf dem Asperner Heldenplatz. Sie ist dem heiligen Martin geweiht. Das Bauwerk steht unter Denkmalschutz (Listeneintrag). Die Pfarre liegt im Stadtdekanat 22 des zur Erzdiözese Wien gehörenden Vikariates Wien Stadt.

## Geschichte

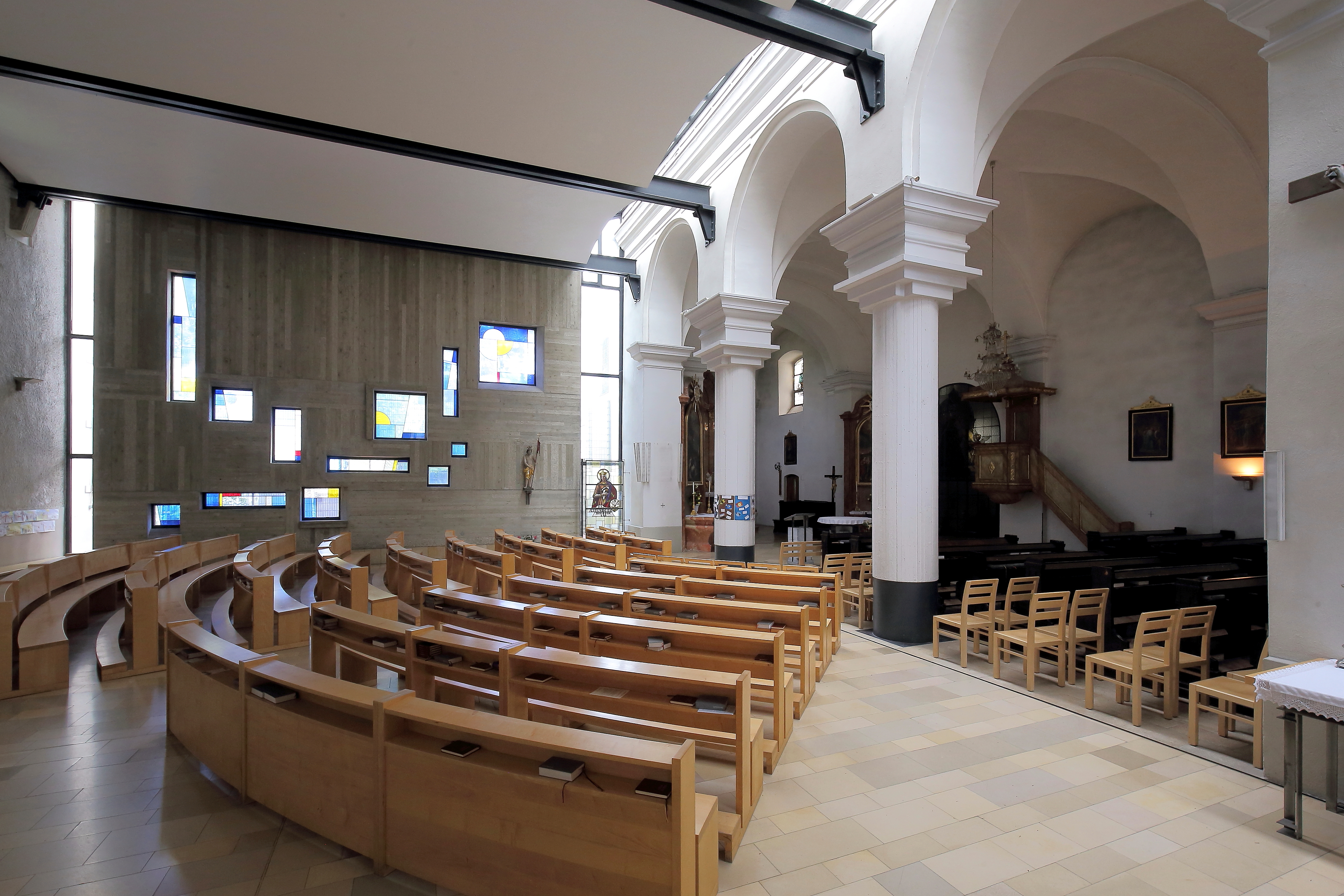
Links der Zubau und rechts der „Altbestand“

Nachdem 1670 die ursprüngliche Kirche im Osten von Aspern bei einer verheerenden Überschwemmung zerstört worden war, baute man auf einem Hügel im Westen von Aspern an einem Wehrturm, der Eigentum der Gemeinde war (bis 1999), ein Kirchenschiff an. Am 27. November 1671 wurde das neue Gotteshaus dem heiligen Martin geweiht. Bei der Schlacht um Aspern 1809 wechselte der Ort insgesamt neunmal den Besitzer. Die Kirche sowie der Platz davor lagen im Brennpunkt der Kämpfe. Der österreichische Feldmarschallleutnant Johann von Hiller sah sich schließlich gezwungen, die Kirche anzünden zu lassen, da sich auf dem Turm immer wieder französische Scharfschützen verschanzten. Von 1810 bis 1813 erfolgte der Wiederaufbau. 1998/99 erfolgte ein viertelkreisförmiger Zubau an der Westseite der Kirche (Architekt: Franz Claudius Demblin); dazu musste der Altar vorgezogen und die denkmalgeschützte Kanzel an die Ostseite der Kirche versetzt werden.

## Ausstattung

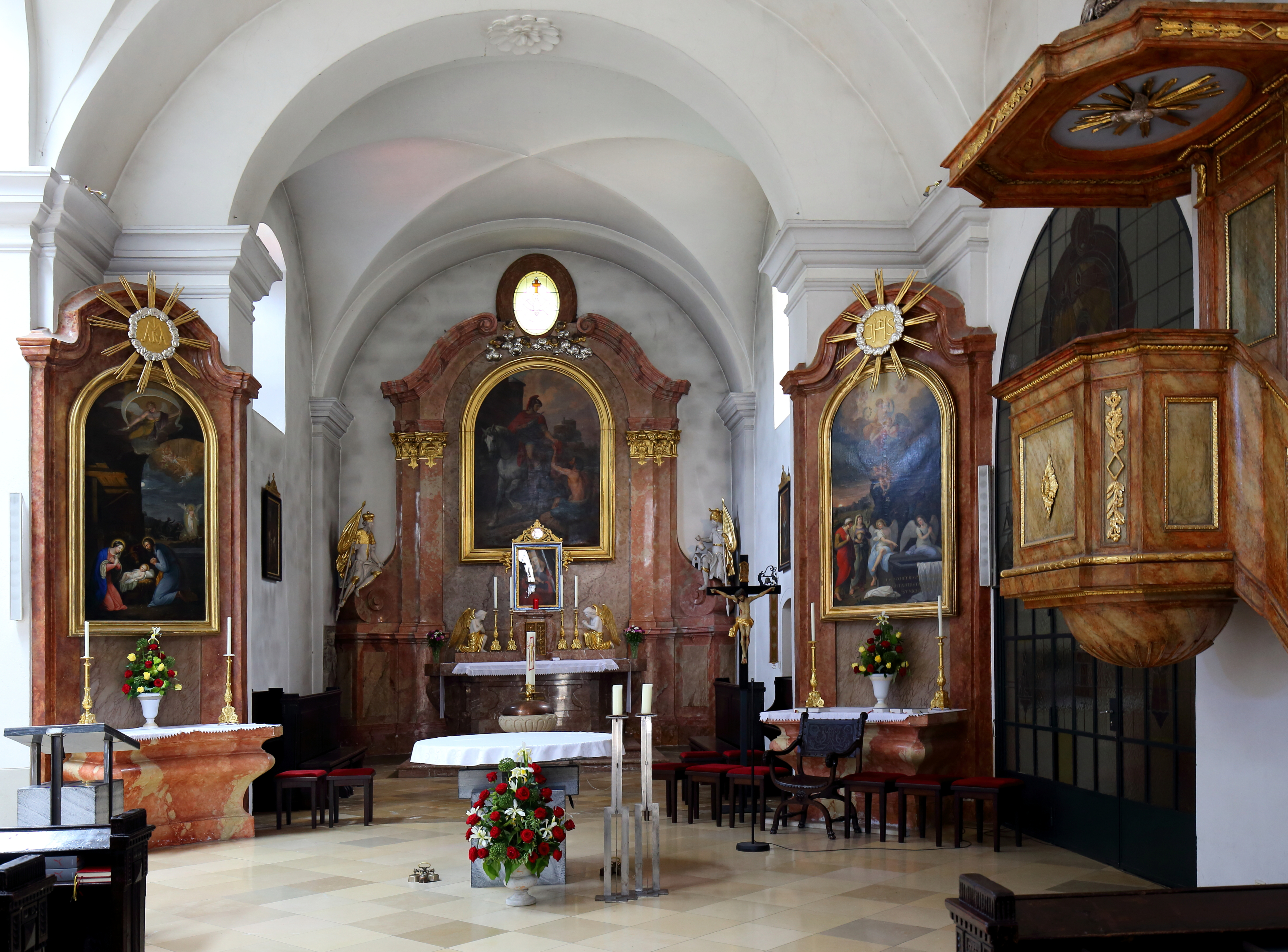
Hochaltar und Seitenaltäre

Das Hochaltarbild, welches den römischen Hauptmann Martin zeigt, wurde vom Bäckermeister Michael Bauer gespendet und 1862 von Ludwig Mayer geschaffen.
Die zweigeteilte Orgel wurde von Johann Georg Fischer um 2200 Gulden erbaut und erstmals 1813 zum Fest des heiligen Martin gespielt.
Das Geläut besteht aus vier Glocken von 120 bis 620 Kilogramm. Die älteste (180 kg) stammt aus dem Jahr 1856.
Zu Ostern 2017 wurde eine Christusstatue aus der Pfarrkirche entwendet.

## Umfeld der Kirche
Auf dem Kirchenvorplatz befindet sich der 1858 von Anton Dominik Fernkorn geschaffene Löwe von Aspern. Das Denkmal erinnert an die Opfer der Schlacht um Aspern von 1809. Im Winter wird es von einer Holzhütte umschlossen, um den Sandstein vor Frostschäden zu schützen.
Ebenfalls auf dem Kirchenvorplatz steht die Christusstatue Der Auferstandene. Die 1829 errichtete Statue befand sich ursprünglich auf dem bis 1892 as Begräbnisstätte genutzten Kirchhof („alter Asperner Friedhof“) und wurde anlässlich von dessen Schließung und Umgestaltung in eine Parkanlage an den neuen Standort versetzt.
Nördlich neben der Kirche befindet sich die 1670 erbaute Sebastianikapelle, die trotz ihrer Nähe zur damals niedergebrannten Pfarrkirche als eines von wenigen Bauwerken die Schlacht von Aspern so gut wie unbeschadet überstand. In der kleinen Kapelle ist seit 1979 das Sondermuseum Aspern-Essling 1809 als Außenstelle der Wiener Bezirksmuseen untergebracht, das über die Schlacht um Aspern von 1809 informiert.
An der nördlichen Kirchenmauer sind noch einige Grabsteine des bis 1892 als Begräbnisstätte genutzten alten Asperner Friedhofs und Teile der damaligen Friedhofsmauer erhalten geblieben.
Der heutige Asperner Friedhof wurde 1892 eröffnet und befindet sich südlich der Pfarrkirche jenseits der Langobardenstraße.

## Gemeindeleben
Die Kirche ist Pfarrkirche für mehr als 13.000 Katholiken. Sonntags-Gottesdienste finden jeweils um 8:00, um 9:30 und um 19:00 statt.
In der Pfarrkirche Aspern befindet sich eine Le+O-Ausgabestelle der Caritas Wien. Sie bietet Unterstützung für armutsgefährdete Personen durch die Ausgabe von Lebensmitteln und kostenlose Beratung.